# Сражение при Коронеле
Сражение при Коронеле (англ. Battle of Coronel, нем. Seegefecht bei Coronel), также Бой у мыса Коронель — морское сражение Первой мировой войны, развернувшееся между британскими и германскими крейсерами 1 ноября 1914 года недалеко от чилийского порта Коронель.
В ходе сражения британская эскадра контр-адмирала Кристофера Крэдока была разбита германской эскадрой графа Максимилиана фон Шпее. Германские крейсера, имевшие преимущество в скорости и артиллерийском вооружении, заняли благоприятную позицию и практически без потерь потопили броненосные крейсера «Гуд Хоуп» и «Монмут», вместе с которыми на дно ушли 1654 британских моряка, включая адмирала Крэдока. «Глазго» и «Отранто» удалось уйти.

## Предыстория
В октябре 1914 года Германская Восточно-Азиатская крейсерская эскадра под командованием вице-адмирала Шпее перебазировалась в южную часть Тихого океана. Корабли Шпее, вытесняемые из центральной части Тихого океана британскими и японскими силами, 12 октября пришли к острову Пасхи. Эскадра Шпее состояла из броненосных крейсеров «Шарнхорст» и «Гнейзенау», лёгкого крейсера «Нюрнберг» и четырёх угольщиков. Позднее к ним присоединились действовавшие у западных берегов Южной Америки лёгкие крейсера «Дрезден» и «Лейпциг» с тремя угольщиками. 18 октября эскадра вышла к западным берегам Южной Америки — к Мас-а-Фуэра.
Эскадра Шпее могла сорвать поставку в Великобританию чилийской селитры, использовавшейся для производства взрывчатых веществ. В этой части света британский флот не располагал сильными соединениями кораблей. Фактически, кроме старого крейсера «Рейнбоу», находившегося в Канаде, и двух слабых шлюпов «Алджерин» и «Шируотер», других британских кораблей у западного побережья Америки не было. Британское Адмиралтейство, обеспокоенное появлением германских рейдеров в этих водах, начало стягивать туда силы. Британия не располагала в этом районе ни сетью угольных станций, ни радиостанциями, что привело к трудностям с заправкой кораблей и необходимости вести с собой пароходы с углём — угольщики. Отсутствие радиостанций приводило к необходимости пользоваться телеграфом в портах и большой задержке в отправке и получении сообщений.
Ещё 14 сентября контр-адмирал Крэдок, командующий британскими кораблями у восточного побережья Южной Америки, получил приказ сосредоточить достаточные силы для встречи броненосных крейсеров Шпее. Крэдок решил собирать их в Порт-Стэнли на Фолклендских островах. В его распоряжении оказались броненосные крейсера «Гуд Хоуп» и «Монмут», лёгкий крейсер «Глазго», вспомогательный крейсер «Отранто» и старый броненосец «Канопус».
На броненосных крейсерах Крэдока служили команды, набранные из числа резервистов, отсутствовали современные приборы управления артиллерийской стрельбой, а учебные стрельбы давно не проводились. Всё это говорило об их невысокой боеготовности. Кроме того, 152-миллиметровые орудия «Монмута» были слишком слабым вооружением для броненосного крейсера, а вспомогательный крейсер «Отранто», переделанный из реквизированного коммерческого пассажирского лайнера, не представлял практически никакой боевой ценности, так как мог развить лишь 17 узлов, а его бортовой залп состоял всего из трёх 120-миллиметровых орудий. Вооружение и броня броненосца «Канопус» были гораздо мощнее, чем на германских кораблях, но его скорость была слишком низкой.
Первоначально Штаб Адмиралтейства попытался усилить эскадру Крэдока, отправив в район новый броненосный крейсер «Дифенс» с хорошо обученной командой. Но 14 октября «Дифенс» получил приказ прибыть не на Фолклендские острова, а в Монтевидео, где началось формирование второй эскадры под командованием контр-адмирала Стоддарта. При этом штаб одобрил идею Крэдока о сборе сил на Фолклендских островах.
Общий тон распоряжений штаба Крэдок расценил как приказ идти навстречу Шпее. «Монмут», «Глазго» и «Отранто» ушли к побережью Чили первыми, а «Гуд Хоуп» с «Канопусом», из-за ремонта броненосца, задержались в Порт-Стэнли до 22 октября. Понимая, что для перехвата Шпее его эскадра должна иметь достаточную скорость, Крэдок решил, что «Канопус» будет обузой. Оставив устаревший броненосец с угольщиками, он на «Гуд Хоуп» пошёл на соединение с британскими крейсерами, уже находившимися у берегов Чили. 26 октября Крэдок передал сообщение в Адмиралтейство, из которого явствовало его решение о разделении сил, и вызвал к себе «Дифенс». Штаб отменил распоряжение Крэдока об отзыве «Дифенса» из Монтевидео. Об этом Крэдок сведений не получил, штаб же, по всей видимости, продолжал считать, что эскадра Крэдока включает в себя «Канопус».
Крэдок пошёл со своими крейсерами на юг вдоль побережья Чили, оставив далеко позади «Канопус». По некоторым сведениям, он понимал, что, подчиняясь приказам штаба, подвергает свои корабли опасности. Но, будучи храбрым человеком и восприняв одну из телеграмм штаба как осуждение, считал недостойным для себя уклониться от боя. Утром 1 ноября Шпее получил донесение о том, что «Глазго» находится в районе Коронеля, и вышел туда со всеми своими кораблями, чтобы отрезать британский крейсер от эскадры Крэдока.

Командующие эскадрами
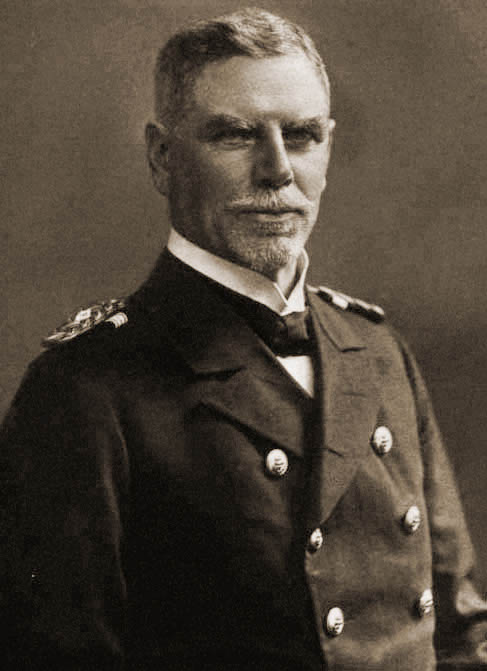
Максимилиан фон Шпее
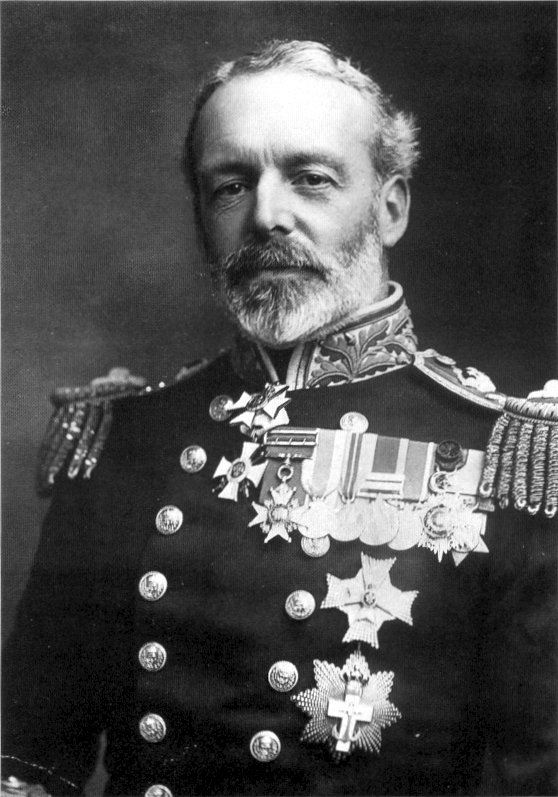
Сэр Кристофер Крэдок

## План сражения и силы сторон
План действий в ходе возможного сражения Шпее довёл до командиров своих кораблей ещё на совещании 18 октября. В случае сильного волнения броненосные крейсера должны были вести бой на дистанциях 38—42 кабельтовых, а при хорошей погоде на ещё большей дистанции. Лёгким крейсерам отводилась вспомогательная роль. «Глазго» и «Отранто» не получили никаких распоряжений относительно того, как им действовать, и вообще нет никаких сведений о подготовке Крэдоком плана действий, подобного германскому.
| Корабль            | Корабль            | Тип                                           | Год постройки      | Водоизмещение, т   | Максимальная скорость на испытаниях, уз. | Вооружение                   |
| Британские корабли | Британские корабли | Британские корабли                            | Британские корабли | Британские корабли | Британские корабли                       | Британские корабли           |
| ------------------ | ------------------ | --------------------------------------------- | ------------------ | ------------------ | ---------------------------------------- | ---------------------------- |
| HMS Good Hope      | «Гуд Хоуп» †       | Броненосный крейсер типа «Дрейк»              | 1902               | 14 100             | 23                                       | 2×1×234-мм; 16×1×152-мм      |
| HMS Monmouth       | «Монмут» †         | Броненосный крейсер типа «Кент»               | 1903               | 9800               | 22,4                                     | 2×2 и 10×1 152-мм            |
| HMS Glasgow        | «Глазго»           | Лёгкий крейсер типа «Таун», подтип «Бристоль» | 1910               | 4800               | 25,3                                     | 2×1 152-мм, 10×1 102-мм      |
| HMS Otranto        | «Отранто»          | Вспомогательный крейсер                       | 1909               | 12 124 б.-р. т     | 18                                       | 4×1 120-мм                   |
| HMS Canopus        | «Канопус»          | Броненосец одноимённого типа                  | 1899               | 12 950             | 18                                       | 2×2 305-мм; 12×1 152-мм      |
| Германские корабли |                    |                                               |                    |                    |                                          |                              |
| SMS Scharnhorst    | «Шарнхорст»        | Броненосный крейсер одноимённого типа         | 1907               | 11 420             | 23,2                                     | 2×2 и 4×1 210-мм; 6×1 150-мм |
| SMS Gneisenau      | «Гнейзенау»        | Броненосный крейсер типа «Шарнхорст»          | 1908               | 11 420             | 23,5                                     | 2×2 и 4×1 210-мм; 6×1 150-мм |
| SMS Leipzig        | «Лейпциг»          | Лёгкий крейсер типа «Бремен»                  | 1906               | 3200               | 22,4                                     | 10×1 105-мм                  |
| SMS Nürnberg       | «Нюрнберг»         | Лёгкий крейсер типа «Кёнигсберг»              | 1908               | 3400               | 23,5                                     | 10×1 105-мм                  |
| SMS Dresden        | «Дрезден»          | Лёгкий крейсер одноимённого типа              | 1908               | 3520               | 24                                       | 10×1 105-мм                  |

## Сражение

Перемещения кораблей в течение битвы

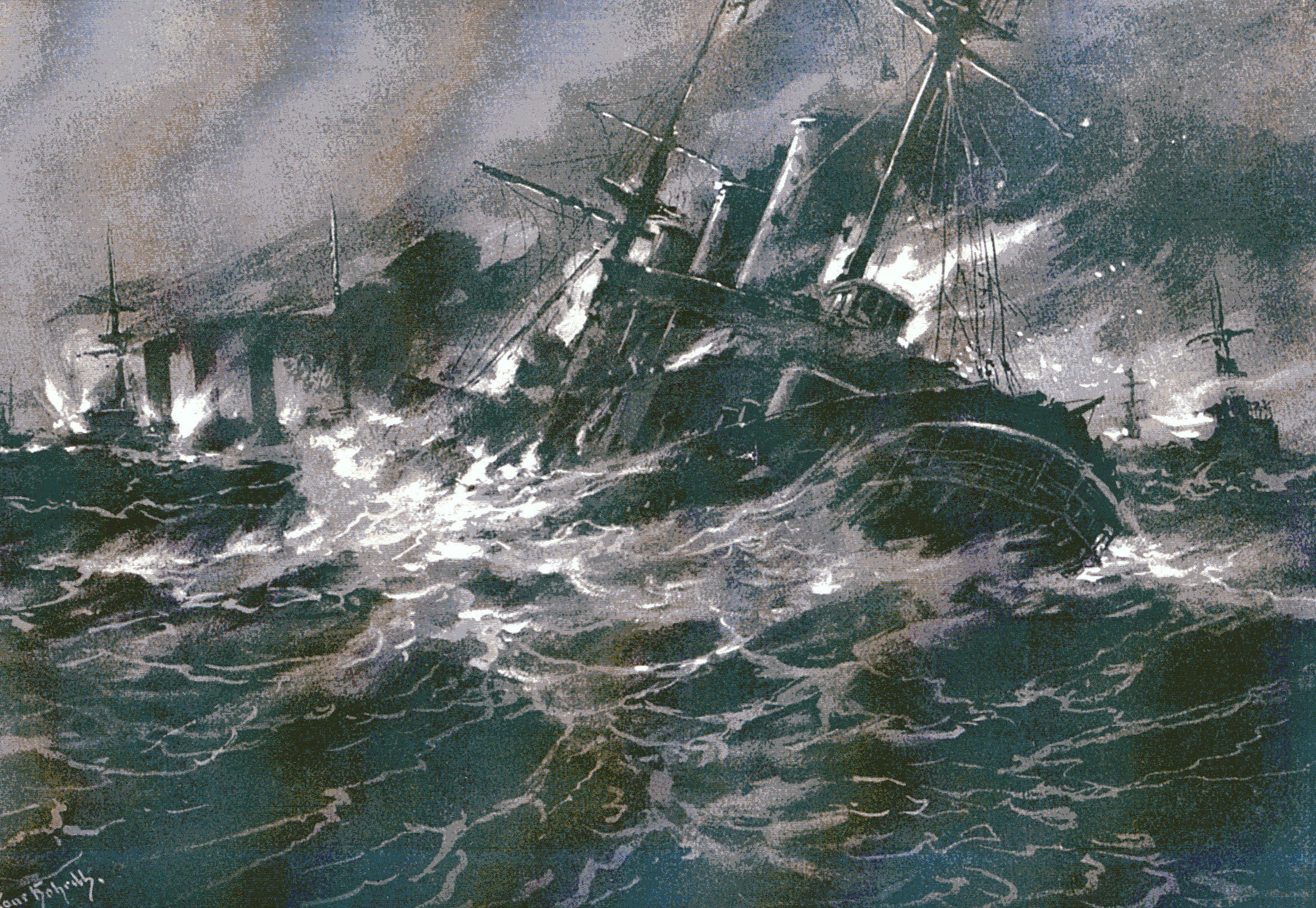
«Сражение при Коронеле». худ. Ганс Бордт

В 14:00 по британскому времени эскадра Крэдока встретилась с «Глазго». Капитан «Глазго» Джон Люс передал Крэдоку сведения о том, что в этом районе находится одиночный германский крейсер «Лейпциг». Поэтому Крэдок пошёл на северо-запад в надежде перехватить рейдер. Британские корабли шли в строю пеленга — с северо-востока на юго-запад соответственно «Глазго», «Отранто», «Монмут» и «Гуд Хоуп». В море дул холодный юго-восточный ветер силой 6 баллов и было сильное волнение. На востоке виднелись снежные вершины Анд. «Канопус» находился в 300 милях южнее.
Тем временем германская эскадра также подходила к Коронелю. «Нюрнберг» находился далеко на северо-востоке, а «Дрезден» отстал от броненосных крейсеров на 12 миль. В 16:30 «Лейпциг» заметил справа по борту дымы и повернул им навстречу, обнаружив «Глазго». Встреча двух эскадр оказалась неожиданностью для обоих адмиралов, рассчитывавших встретить одиночный крейсер противника.
Британская эскадра начала перестроение, расположившись к 17:47 в строю кильватера за «Гуд Хоуп» и развернувшись на юг. Обе эскадры шли параллельными сближающимися курсами на юг. Британская эскадра шла со скоростью порядка 17 узлов, максимальной для «Отранто». Германская эскадра шла чуть быстрее, но не начинала сближение, выбирая время, положение относительно ветра и дистанцию боя. Шпее ожидал захода солнца, так как до заката его корабли хорошо освещались солнцем, а условия наблюдения за британскими кораблями были тяжёлыми. После захода солнца условия менялись, и британские корабли должны были вырисоваться на фоне ещё светлого горизонта, а на фоне берега германские корабли были бы практически не видны. Текущее положение относительно ветра устраивало Шпее, так как дым от его кораблей мешал британским комендорам, а стекла прицельных труб заливало брызгами. На руку немцам играло также то, что британцы не могли задействовать часть своей артиллерии, расположенную в нижних казематах слишком близко к воде, так как её заливало волнами.

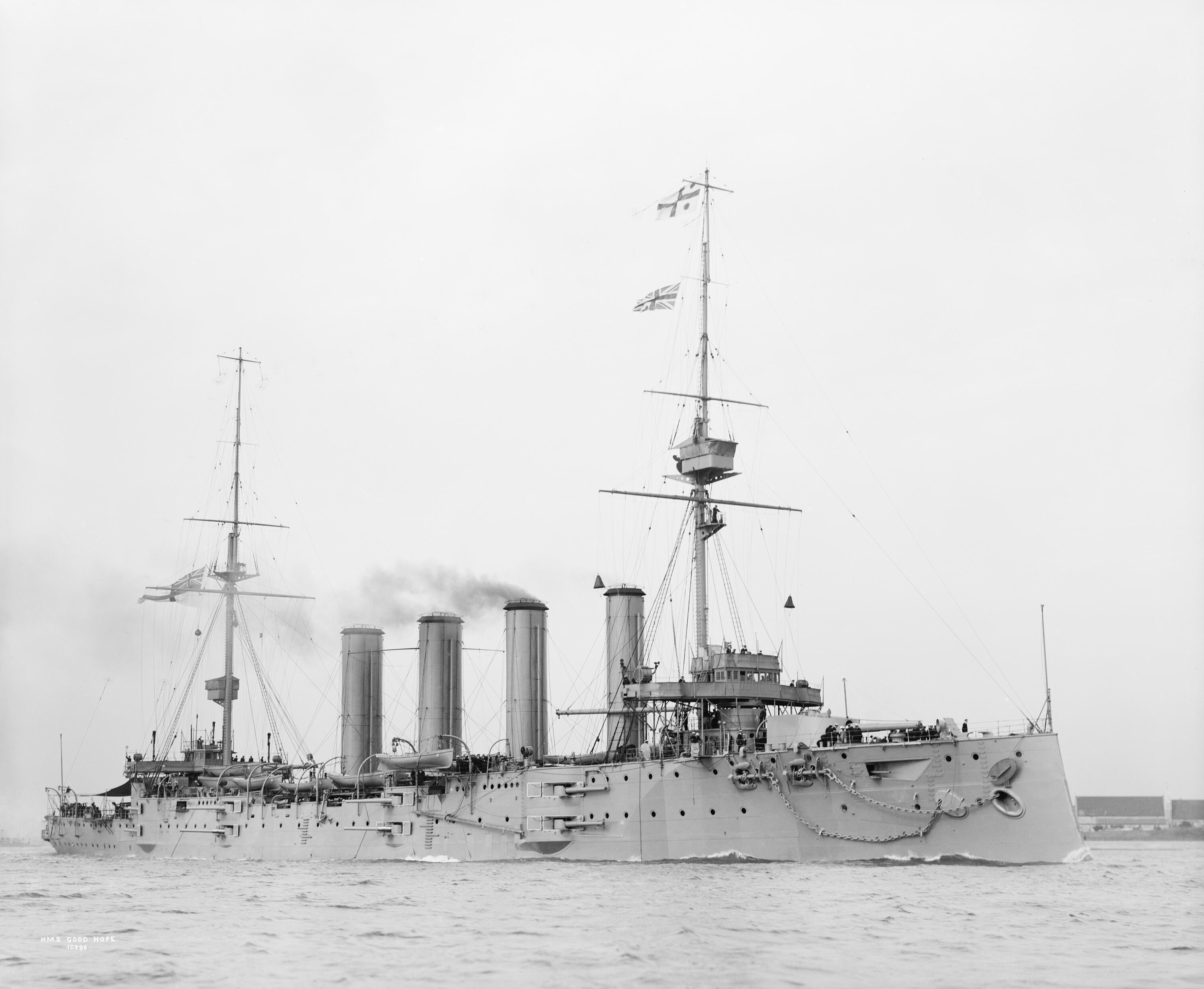
Флагман адмирала Крэдока — броненосный крейсер «Гуд Хоуп»

К 19:00 эскадры сошлись на дистанцию боя, и в 19:03 германская эскадра открыла огонь с дистанции 55 кабельтов. Немцы «разделили цели слева», то есть идущий головным «Шарнхорст» стрелял по «Гуд Хоуп», а «Гнейзенау» — по «Монмуту». «Лейпциг» и «Дрезден» сильно отстали, а «Нюрнберг» был за пределами видимости. Правда, от лёгких крейсеров всё равно было бы мало пользы, потому что их сильно качало и они не могли вести эффективный огонь. Германские броненосные крейсера имели возможность вести огонь всем бортом — из шести 210-мм и трёх 150-мм орудий. Британские крейсера не могли задействовать расположенные на главной палубе в заливаемых казематах орудия — четыре 152-мм орудия на «Гуд Хоуп» и три 152-мм на «Монмуте».
С третьего залпа «Шарнхорст» добился накрытия «Гуд Хоуп». С этого момента он давал залпы каждые 15 секунд — из трёх 210-мм и всех трёх 150-мм орудий борта. «Гуд Хоуп» открыл ответный огонь в 19:07, стреляя очень медленно — один залп каждые 50 секунд. По предположению немецких офицеров, приборы управления артиллерийской стрельбой на «Гуд Хоуп» были выведены из строя ещё до того, как он сделал первый залп. Одним из первых попаданий на «Гуд Хоуп» была выведена из строя носовая 234-мм башня, и над ней поднялся огромный столб пламени от взорвавшегося кордита.
В начале боя «Монмут» вёл довольно частый огонь из 152-мм орудий по «Гнейзенау», хотя снаряды не долетали до германского крейсера из-за слишком большой дальности. Поначалу «Гнейзенау» вёл огонь бронебойными снарядами, затем 150-мм орудия перешли на фугасные. Один из первых попавших в «Монмут» снарядов угодил в крышу носовой 152-мм башни. Из башни вырвался столб пламени, и она не стреляла до конца боя.
«Глазго» в 19:10 открыл огонь по «Лейпцигу», но он был неэффективным из-за сильного волнения. Ответный огонь по «Глазго» вели сначала «Лейпциг», а потом и «Дрезден». «Отранто» (боевая ценность которого была ничтожной, а большие размеры делали его уязвимой целью) в самом начале боя без приказа вышел из строя на запад и скрылся. Фактически исход боя был предрешён в первые 10 минут. Поражаемые каждые 15 секунд германскими снарядами «Гуд Хоуп» и «Монмут» уже не могли эффективно вести ответный огонь по практически невидимым германским кораблям, превратившись в мишени.

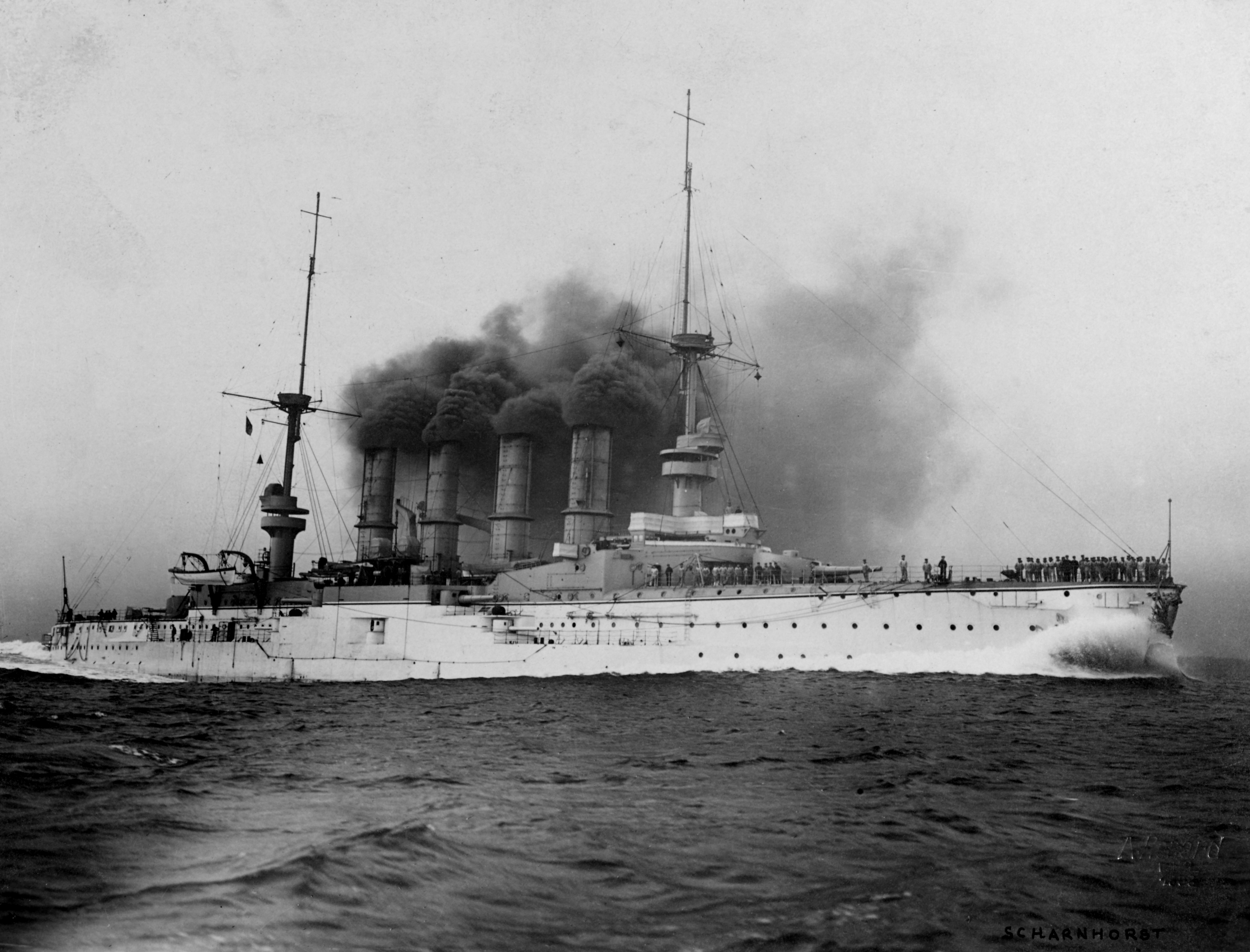
Флагман адмирала Шпее — броненосный крейсер «Шарнхорст»

Около 19:40 Шпее сбавил ход до 12 узлов и уменьшил дистанцию до 51 каб. С начала боя «Шарнхорст» вёл огонь фугасными снарядами из всех орудий, теперь 210-мм орудия перешли на бронебойные. В 19:50 расстояние между «Гуд Хоуп» и «Шарнхорстом» сократилось до 40 каб. В британский крейсер между второй и третьей дымовыми трубами попал 210-мм снаряд. Над кораблём поднялся столб огня выше мачт и шириной порядка 20—30 м. «Гуд Хоуп» все ещё держался на плаву, и «Шарнхорст» продолжил движение, сделав несколько залпов с расстояния в 25 кабельтовых. В 19:56 флагман Крэдока скрылся в темноте, а зарево пожаров исчезло. Шпее отвернул в сторону, опасаясь торпедной атаки, хотя в действительности «Гуд Хоуп» пошёл ко дну, унося с собой адмирала Крэдока и более 900 человек экипажа.
«Монмут» очень быстро охватили пожары, хотя перед боем всё, что могло загореться, было выброшено за борт. В 19:40 он вывалился из строя вправо, с громадным пожаром на полубаке. Около 19:50 он прекратил огонь и исчез в темноте, а «Гнейзенау» перевёл свой огонь на «Гуд Хоуп».
«Глазго» к этому моменту получил шесть попаданий, только одно из них причинило сильные повреждения, остальные пришлись в ватерлинию в угольные ямы. Когда «Гуд Хоуп» исчез из виду, капитан «Глазго» Люс решил в 20:00 выйти из боя и ушёл на запад. По пути ему встретился агонизирующий «Монмут», который сигнализировал, что будет идти кормой вперёд из-за течи в носу. Люс благоразумно решил не останавливаться и предоставить «Монмут» своей судьбе.
Около 21:00 накренившийся на левый борт «Монмут» был случайно найден отставшим от германской эскадры «Нюрнбергом». Германский крейсер приблизился с левого борта и после предложения сдаться открыл огонь, сокращая дистанцию до 33 кабельтовых. «Нюрнберг» несколько раз прерывал огонь, давая «Монмуту» время спустить флаг и сдаться, но британский крейсер продолжал бой. Торпеда, выпущенная «Нюрнбергом», прошла мимо, и «Монмут» попытался развернуться, чтобы задействовать орудия правого борта. Но германские снаряды разворотили ему борт, и в 21:28 «Монмут» перевернулся и пошёл ко дну. Считая, что бой продолжается, немцы ушли дальше, не предприняв никаких мер по спасению британского экипажа. Все британские моряки с затонувших кораблей погибли в ледяной воде.

## Итоги боя
В «Шарнхорст» попало два 102-мм снаряда с «Глазго» и один 76-мм с «Гуд Хоуп». Ни один человек из экипажа не пострадал. В «Гнейзенау» попало 4 снаряда, только одно из этих попаданий было существенным. Снаряд поразил барбет 210-мм башни, её на несколько минут заклинило и начался пожар. 2 человека из команды «Гнейзенау» были ранены. В лёгкие крейсера попаданий не зафиксировано.
«Шарнхорст» за время боя выпустил 188 фугасных, 234 бронебойных 210-мм снаряда и 148 фугасных и 67 бронебойных 150-мм. «Гнейзенау» выпустил 244 210-мм бронебойных снаряда и 198 150-мм фугасных. Германские лёгкие крейсера стреляли только 105-мм бронебойными снарядами. «Лейпциг» выпустил 407 105-мм снарядов, «Дрезден» — 102 и «Нюрнберг» — 135.
По подсчётам германских офицеров, в «Гуд Хоуп» попало от 30 до 40 снарядов, часть из них с «Гнейзенау». В итоге сражения были потоплены два британских броненосных крейсера — «Гуд Хоуп» и «Монмут», а лёгкий крейсер «Глазго» получил шесть попаданий 105-мм снарядами с германских лёгких крейсеров. Потери в экипаже «Глазго» составили 4 легкораненых. Спасательные работы не проводились ни британцами, ни немцами, поэтому в холодной воде из экипажей «Гуд Хоуп» и «Монмут» никто не выжил. Погибло 1654 британских моряка, включая адмирала Крэдока.
| Корабль                  | офицеров                 | офицеров                 | моряков                  | моряков                  |
| Корабль                  | погибло                  | ранено                   | погибло                  | ранено                   |
| Потери британского флота | Потери британского флота | Потери британского флота | Потери британского флота | Потери британского флота |
| ------------------------ | ------------------------ | ------------------------ | ------------------------ | ------------------------ |
| «Гуд Хоуп»               | 52                       |                          | 867                      |                          |
| «Монмут»                 | 42                       |                          | 693                      |                          |
| «Глазго»                 |                          |                          |                          | 4                        |
| ИТОГО                    | 94                       |                          | 1560                     |                          |
| Потери германского флота |                          |                          |                          |                          |
| «Гнейзенау»              |                          |                          |                          | 2                        |

## Оценки боя
Немцы одержали убедительную победу через 50 минут после открытия огня. Основной причиной гибели 1654 британских моряков стали ошибки стратегии англичан. Несогласованность действий штаба и адмирала Крэдока привела к тому, что на стороне германской эскадры было подавляющее преимущество в артиллерии. Против относительно современных германских броненосных крейсеров, бравших призы за лучшую стрельбу на флоте, были посланы устаревшие крейсера с несовременными артиллерийскими приборами и плохо подготовленными экипажами, набранными в основном из резервистов.
Тактика британцев также была не блестящей. Из заявления Адмиралтейства следует, что решение Крэдока принять бой в таких условиях «было внушено высшей преданностью Крэдока духу и традициям британского флота». Возродилась традиция кораблей британского флота не спускать флаг перед более сильным противником. Это отмечалось и немцами, отдавшими долг мужеству моряков королевского флота. Но всё это не отменяет того факта, что Крэдок повёл свои корабли в самоубийственную атаку. Зная о преимуществе противника, он тем не менее разделил корабли, оставив медленный броненосец «Канопус» в тылу. Он не попытался уклониться от боя, выведя эскадру Шпее на «Канопус», как и не сумел навязать бой противнику до заката солнца в более благоприятных для себя условиях.
Британский военно-морской историк Вильсон считает, что, скорее всего, Крэдок ставил перед собой цель даже ценой гибели собственных кораблей нанести тяжёлые повреждения германским крейсерам, которые заставили бы их прекратить рейдерство. Но в сложившихся условиях эта задача была невыполнимой.
Технически британские корабли также были не на высоте. Созданные для борьбы с французскими и русскими крейсерами, они уступали новейшим немецким броненосным крейсерам как по бронированию, так и в артиллерии. А неудачное расположение вспомогательной артиллерии в условиях плохой погоды привело к невозможности использовать часть орудий в бою.
| Корабль            | Бортовой залп                | Задействованные в бою орудия | Вес бортового залпа, кг |
| Британские корабли | Британские корабли           | Британские корабли           | Британские корабли      |
| ------------------ | ---------------------------- | ---------------------------- | ----------------------- |
| «Гуд Хоуп»         | 2×1 234-мм, 8×1 152-мм       | 2×1 234-мм, 4×1 152-мм       | 707                     |
| «Монмут»           | 2×2 и 5×1 152-мм             | 2×2 и 2×1 152-мм             | 408                     |
| «Глазго»           | 2×1 152-мм, 5×1 102-мм       | 2×1 152-мм, 5×1 102-мм       | 161                     |
| Германские корабли |                              |                              |                         |
| «Шарнхорст»        | 2×2 и 2×1 210-мм; 3×1 150-мм | 2×2 и 2×1 210-мм; 3×1 150-мм | 866                     |
| «Гнейзенау»        | 2×2 и 2×1 210-мм; 3×1 150-мм | 2×2 и 2×1 210-мм; 3×1 150-мм | 866                     |
| «Лейпциг»          | 5×105-мм                     | 5×105-мм                     | 80                      |
| «Нюрнберг»         | 5×105-мм                     | 5×105-мм                     | 80                      |
| «Дрезден»          | 5×105-мм                     | 5×105-мм                     | 80                      |

Плохая выучка комендоров и худшие условия стрельбы привели к тому, что точность ведения огня британскими кораблями была очень низкой. Скорострельность британских орудий была в три раза меньше, чем у германских. Все эти факторы в совокупности объясняют, почему победа досталась Шпее такой малой ценой.

## Последствия
Несмотря на победу, Шпее не смог закрепить успех, позволив уйти «Глазго» и «Отранто». Не воспользовался он и возможностью найти и атаковать «Канопус» силами всей эскадры. Вместо этого он допустил просчёт, направив эскадру к восточному побережью Южной Америки.
Гибель британских кораблей нанесла существенный урон престижу британского флота. Однако германское торжество длилось недолго. Накануне боя, 30 октября, принца Луи Баттенберга на посту Первого морского лорда сменил решительный лорд Фишер. Он сразу же заменил Стэрди, занимавшего должность начальника морского генерального штаба, на контр-адмирала Оливера. Стэрди же после Коронеля был послан к берегам Южной Америки с двумя линейными крейсерами — «Инвинсибл» и «Инфлексибл». Перед ним была поставлена цель найти и уничтожить немецкую эскадру. Теперь Шпее, уже опрометчиво приблизившемуся к Фолклендским островам, пришлось дать бой в неравных условиях. Британская эскадра в Фолклендском бою  8 декабря 1914 года, названном некоторыми современниками «сражением гигантов и карликов», без потерь потопила четыре германских крейсера, тем самым расквитавшись за поражение у Коронеля.

## Память

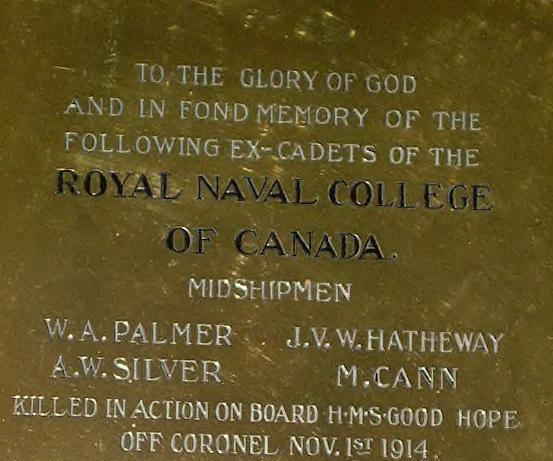
Мемориальная доска на библиотеке Королевского Дорожного университета в Виктории, Канада

Четверо погибших канадских моряков стали первыми потерями Канады на море в Первую мировую войну. Все они были выпускниками Королевского Военного колледжа, и позднее в память о них была названа библиотека колледжа (англ. Coronel Memorial Library at Royal Roads Military College). Ныне это Королевский Дорожный университет в Виктории, Британская Колумбия, Канада. Специально установленных мемориалов, посвящённых этой битве, нет. Существуют только две памятные доски, расположенные за пределами Великобритании, — в соборе Стэнли на Фолклендских островах и в 21st May Plaza в Коронеле, Чили.

## Комментарии
1. ↑  Место стоянки судов, оборудованное складом угля, в котором суда могут погрузить его на борт.
2. ↑  По данным Корбетта, при включении «Канопуса» в эскадру её скорость не превышала бы 12 узлов.
3. ↑  Текст телеграммы, возможно, не полностью дошедшей до Адмиралтейства, был следующим. «Ссылаясь на приказания в телеграмме адмиралтейства, полученной 7 октября, отыскать неприятеля и наше желание скорейших успехов, считаю, что будет невозможно отыскать и разбить неприятельскую эскадру, действуя совместно с тихоходным „Канопусом“. „Канопус“ оставляется мной для конвоирования угольщиков. Приказал „Дифенс“ после приёма угля в Монтевидео присоединиться ко мне. Под влиянием опыта 6 августа почтительнейше прошу оставить попытки препятствовать операциям „Карлсруэ“, пока не прибудет крейсер с большим ходом».